# Florence Mumba
Florence Ndepele Mwachande Mumba (sinh tại Mazabuka, Zambia năm 1948), thường được gọi là Florence Mumba, là một thẩm phán người Zambia tại Tòa án phi thường ở Tòa án Campuchia, còn được gọi là Tòa án Khmer Đỏ hoặc Tòa án Campuchia. Bà cũng đã từng phục vụ trong Tòa án Hình sự Quốc tế cho Nam Tư cũ, Tòa án Hình sự Quốc tế cho Rwanda và cũng như một Thẩm phán Tòa án Tối cao ở Zambia.

## Gia cảnh và giáo dục
Bà sinh ra ở quận Mazabuka, thuộc tỉnh phía Nam của Zambia, năm 1948. Bà tốt nghiệp Đại học Zambia, Trường Luật, năm 1972, với bằng Cử nhân Luật.

## Lịch sử làm việc tại Zambia
Năm 1973, bà đi vào hoạt động tư nhân ở Zambia, phục vụ trong khả năng đó cho đến năm 1980. Vào tháng 10 năm đó, bà được bổ nhiệm làm Thẩm phán Tòa án tối cao ở Zambia, là người phụ nữ đầu tiên phục vụ trong khả năng đó. Bà đại diện cho Zambia tại Hội nghị Phụ nữ năm 1985 và tại Hội nghị Phụ nữ khu vực châu Phi năm 1994. Bà được bổ nhiệm vào Tòa án Tối cao ở Zambia năm 1997.

## Lịch sử làm việc tại Liên Hợp Quốc
Năm 1992, với tư cách là thành viên của Ủy ban về Tình trạng Phụ nữ của Liên Hợp Quốc, bà đã tham gia soạn thảo một nghị quyết cho Đại hội đồng Liên Hợp Quốc, để cưỡng hiếp như một tội ác chiến tranh trong thẩm quyền của các tòa án tội ác chiến tranh. Bà từng là thành viên của Hội đồng Viện Thanh tra Quốc tế từ năm 1992 đến 1996. Từ năm 1994 đến năm 1996, bà giữ chức Phó chủ tịch hội đồng quản trị đó. Từ năm 1994 đến 2003, bà là Ủy viên Ủy ban Luật sư Quốc tế.
Năm 1997, bà được bầu làm Thẩm phán của Toà án Hình sự Quốc tế cho Nam Tư cũ (ICTY), giữ chức Phó Chủ tịch của ICTY từ năm 1999 đến 2001. Từ 2003 đến 2005, bà phục vụ tại Phòng phúc thẩm của Tòa án Hình sự Quốc tế về Nam Tư cũ và Tòa án Hình sự Quốc tế Rwanda (ICTY / ICTR). Năm 2009, bà được bổ nhiệm vào Phòng bất thường tại Tòa án Campuchia, đầu tiên là Thẩm phán Dự bị, và sau đó là thẩm phán toàn thời gian của Phòng Tòa án Tối cao ECCC.